# John Day (rivière)
Pour les articles homonymes, voir John Day.
La John Day est un affluent du fleuve Columbia, d'environ 452 kilomètres de long, dans le nord-est de l'Oregon, aux États-Unis. Prenant sa source dans la chaîne Strawberry, elle draine une partie de la chaîne des Cascades au nord du cours du Columbia.
Le bassin versant de la rivière John Day couvre environ 20 720 kilomètres carrés. Le débit moyen annuel de la rivière est d'environ 58 mètres cubes par seconde.
N'ayant aucun barrage sur son cours, c'est la troisième plus longue rivière des États-Unis dans ce cas.
La rivière est nommée d'après John Day, un trappeur membre de l'expédition Astor.